# Michal Sukovský
Michal Sukovský [sukouský] (26. září 1910 Prešov – 4. dubna 1977 tamtéž) byl slovenský učitel, fotbalový útočník (levá spojka, levé křídlo), trenér a činovník (funkcionář).
Cele se věnoval výchově sluchově postižené mládeže v Užhorodě a Prešově. Složil speciální zkoušky a získal odborné vzdělání. V roce 1945 se vrátil do Prešova, kde pokračoval v Ústavu pro hluchoněmé. Svoje pedagogické působení skončil v Krajském pedagogickém ústavu pro speciální školy. Až do důchodu vyučoval tělocvik.

## Hráčská kariéra
V československé lize hrál za Rusj Užhorod v sezoně 1936/37, vstřelil jednu prvoligovou branku (4. října 1936 v Užhorodě Prostějovu). S SK Rusj byl zemským mistrem Slovenska v letech 1933 a 1936. Roku 1941 se stal v klubu vedoucím fotbalové sekce.
Byl prvním rodilým Prešovanem, který hrál v nejvyšší československé soutěži.

### Prvoligová bilance
| Ročník             | Zápasy | Góly | Minuty | Klub            |
| ------------------ | ------ | ---- | ------ | --------------- |
| I. liga 1936/37    | 10     | 1    | 900    | SK Rusj Užhorod |
| CELKEM I. ČS. LIGA | 10     | 1    | 900    |                 |

## Trenérská kariéra
Po skončení hráčské kariéry se stal trenérem.